# Eri Itō
Eri Itō (伊東恵里, Eri Itoh; født 16. november i Kanagawa prefektur i Japan) er en japansk skuespillerinde og sangerinde. Hun begyndte at synge, da hun var to år gammel og blev undervist af sin moder. Hun studerede i Musashino Academia Musicae, som er en af de mest prestigefyldte musikkonservatorier i Japan. Efter eksamen blev hun tilknyttet Shiki Theater Company.
Som skuespillerinde stod hun i den musikalske tilpasning af Bernadettes Sang, My Fair Lady og Rosalie, blandt andre. Hun var også dub-stemme for Belle i Beauty and the Beast, og sang stemmen for Mary Poppins og Disney-filmen Mulan i de respektive film, og har også medvirket i flere dokumentarer og reklamer.
Som solo-sangerinde har hun udgivet 2 albums, Say og Lonely with You (en sang komponeret af Yuki Kajiura), og har samarbejdet med forskellige japanske kunstnere. Hendes stemme kan også høres i "Sona Mi Areru Ec Sancitu" fra Sega Saturn spillet Panzer Dragoon Saga og "Anu Orta Veniya" fra Panzer Dragoon Orta (2002) for Xbox.
Sammen med Yuki Kajiura har hun sunget i lydsporene til Tsubasa Chronicles, Xenosaga Episode III (2006), Pandora Hearts (2009), Rekishi Hiwa Historia, Puella Magi Madoka Magica (2011) og Fate/Zero (2011), samt Kajiura's anden solo-album Fiction II. Hun var også gæst i Yuki Kajiura Live vol. 2, 6, 8 og 9.
Hun sang i premiereopførelsen af Toho-musikalen "Miss Saigon" som den ledende kvindelige rolle "Kim".